# Luis Quiñónez
Luis Manuel Quiñónez (San Andres de Tumaco, 5 oktober 1968) is een voormalig profvoetballer uit Colombia. Hij speelde als middenvelder gedurende zijn carrière.

## Clubcarrière
Quiñónez begon zijn carrière bij Once Caldas en ging in 1996 naar Deportes Tolima. Hij beëindigde zijn loopbaan in 2005 bij het Venezolaanse Monagas SC.

## Interlandcarrière
Quiñónez speelde zeventien officiële interlands voor Colombia in de periode 1995-1997, en scoorde drie keer voor de nationale ploeg. Hij opende de score voor zijn vaderland in de troostfinale van de strijd om de Copa América 1995. Daarin won Colombia met 4-1 van de Verenigde Staten. Onder leiding van bondscoach Hernán Darío Gómez maakte hij zijn debuut op 31 januari 1995 in de vriendschappelijke wedstrijd tegen Zuid-Korea (1-0) in Hongkong, net als Jorge Bermúdez (America de Cali), Arley Dinas (America de Cali), Bonner Mosquera (Millonarios), José Fernando Santa (Atletico Nacional), John Jairo Gómez (Independiente Medellín), Alex Comas (Deportes Quindio) en Alonso Alcibar (Once Caldas).
| Interlandoelpunten | Interlandoelpunten | Interlandoelpunten            | Interlandoelpunten | Interlandoelpunten | Interlandoelpunten | Interlandoelpunten | Interlandoelpunten |
| №                  | Datum              | Wedstrijd                     | Goal(s)            | Score              | Uitslag            | Wedstrijd          |                    |
| ------------------ | ------------------ | ----------------------------- | ------------------ | ------------------ | ------------------ | ------------------ | ------------------ |
| 1                  | 22 juli 1995       | Colombia – Verenigde Staten   | 31'                | 1 – 0              | 4 – 1              | Copa América       |                    |
| 2                  | 21 maart 1996      | Colombia – Trinidad en Tobago | 26'                | 1 – 0              | 3 – 0              | Oefeninterland     |                    |
| 3                  | 21 maart 1996      | 63'                           | 3 – 0              | 3 – 0              | Oefeninterland     |                    |                    |